# Lac George (comté de Queens)
Pour les articles homonymes, voir Lac George.
Le lac George est un lac situé dans le comté de Queens, au sud du Nouveau-Brunswick (Canada). Il est situé à environ 60 mètres d'altitude. Il a une forme allongée et sinueuse. Sa superficie est d'environ 1,5 kilomètre carré. Son émissaire est le ruisseau Flaglor, d'une longueur d'environ 8 kilomètres, qui se jette dans le fleuve Saint-Jean à Oak Point, dans la paroisse de Greenwich.